# フィリップ・エリス
フィリップ・エリス（Philip Ellis）は、イギリスの指揮者。
王立音楽院を卒業し、1992年のリーズ指揮者コンクールで優勝。イングリッシュ・シンフォニアの副指揮者、ジャージー交響楽団の首席指揮者を歴任、1990年からバーミンガム・ロイヤル・バレエ団の常任指揮者となり、ハレ管弦楽団とロイヤル・フィルハーモニー管弦楽団の常任客演指揮者を兼任する。またメキシコ国立交響楽団、ロイトリンゲン・ヴュルテンベルク・フィルハーモニー管弦楽団の常任客演指揮者をつとめる。
1987年にシンガポール交響楽団を指揮しデビューした後、イギリスをはじめ世界各地のオーケストラと協演するとともに、バレエ音楽の分野では、ロイヤル・バレエ、イングリッシュ・ナショナル・バレエ、ヨーテボリ・バレエ（Gothenburg Ballet　スウェーデン）、ポーランド国立歌劇場に登場している。
オペラに関しては、2004年に「トスカ」をロンドンのオペラ・ホランド・パークにおいてロイヤル・フィルハーモニー管弦楽団を指揮しデビューしている。